# Sprintvärldsmästerskapen i kanotsport 1982
Sprintvärldsmästerskapen i kanotsport 1982 anordnades i Belgrad i Jugoslavien.

## Medaljsummering
| Pl.    | Nation          | Guld | Silver | Brons | Totalt |
| ------ | --------------- | ---- | ------ | ----- | ------ |
| 1      | Sovjetunionen   | 5    | 3      | 3     | 11     |
| 2      | Ungern          | 2    | 3      | 6     | 11     |
| 3      | Östtyskland     | 6    | 3      | 1     | 10     |
| 4      | Sverige         | 1    | 1      | 3     | 5      |
| 5      | Jugoslavien     | 2    | 1      | 0     | 3      |
| 6      | Rumänien        | 1    | 1      | 1     | 3      |
| 7      | Nya Zeeland     | 0    | 2      | 0     | 2      |
| 8      | Norge           | 0    | 1      | 1     | 2      |
| 9      | Västtyskland    | 0    | 0      | 2     | 2      |
| 10     | Frankrike       | 1    | 0      | 0     | 1      |
| 11     | Kanada          | 0    | 1      | 0     | 1      |
| 12     | Tjeckoslovakien | 0    | 1      | 0     | 1      |
| 13     | Nederländerna   | 0    | 1      | 0     | 1      |
| 14     | Spanien         | 0    | 0      | 1     | 1      |
| Totalt | Totalt          | 18   | 18     | 18    | 54     |

### Herrar

#### Kanadensare
| Gren        | Guld                                    | Tid | Silver                                       | Tid | Brons                                | Tid |
| C-1 500 m   | Olaf Heukrodt (GDR)                     |     | János Sarsui Kis (HUN)                       |     | Serhij Postrechin (URS)              |     |
| C-1 1000 m  | Jörg Schmidt (GDR)                      |     | Dezső Csépai (HUN)                           |     | Vasyl Bereza (URS)                   |     |
| C-1 10000 m | Tamás Wichmann (HUN)                    |     | Jiří Vrdlovec (TCH)                          |     | Gheorghe Titu (ROU)                  |     |
| C-2 500 m   | Jugoslavien Matija Ljubek Mirko Nišović |     | Sovjetunionen Jurij Laptikov Serhij Petrenko |     | Ungern László Foltan István Vaskúti  |     |
| C-2 1000 m  | Ungern János Sarsui Kis Gyula Hajdu     |     | Jugoslavien Matija Ljubek Mirko Nišović      |     | Östtyskland Olaf Heukrodt Uwe Madeja |     |
| C-2 10000 m | Rumänien Ivan Patzaichin Toma Simionov  |     | Sovjetunionen Vasyl Bereza Edem Muradasilov  |     | Ungern Tamás Buday László Vaskúti    |     |

#### Kajak
| Gren        | Guld                                                                                 | Tid | Silver                                                                 | Tid | Brons                                                                    | Tid |
| K-1 500 m   | Uladzimir Parfjanovitj (URS)                                                         |     | Peter Hempel (GDR)                                                     |     | Lars-Erik Möberg (SWE)                                                   |     |
| K-1 1000 m  | Rüdiger Helm (GDR)                                                                   |     | Alan Thompson (NZL)                                                    |     | Einar Rasmussen (NOR)                                                    |     |
| K-1 10000 m | Milan Janić (YUG)                                                                    |     | Einar Rasmussen (NOR)                                                  |     | Mikalaŭ Astapkovitj (URS)                                                |     |
| K-2 500 m   | Sovjetunionen Uladzimir Parfjanovitj Sergej Superata                                 |     | Nya Zeeland Alan Thompson Paul MacDonald                               |     | Västtyskland Matthias Seack Oliver Seack                                 |     |
| K-2 1000 m  | Sovjetunionen Uladzimir Parfjanovitj Sergej Superata                                 |     | Kanada Alwyn Morris Hugh Fisher                                        |     | Spanien Luis Gregorio Ramos Herminio Rodriguez                           |     |
| K-2 10000 m | Frankrike Bernard Brégeon Patrick Lefoulon                                           |     | Nederländerna Ron Stevens Gert Jan Lebbink                             |     | Ungern István Szabó István Tóth                                          |     |
| K-4 500 m   | Sovjetunionen Sergej Krivosjejev Ihor Hajdamaka Sergej Kolokolov Aleksandr Vodovatov |     | Östtyskland Frank-Peter Bischof Frank Fischer Rüdiger Helm Harald Marg |     | Sverige Jens Norqvist Lars-Erik Möberg Per-Inge Bengtsson Thomas Ohlsson |     |
| K-4 1000 m  | Sverige Per-Inge Bengtsson Lars-Erik Möberg Thomas Ohlsson Bengt Andersson           |     | Östtyskland Frank-Peter Bischof Peter Hempel Rüdiger Helm Harald Marg  |     | Västtyskland Matthias Seack Oliver Seack Frank Renner Bernd Hessel       |     |
| K-4 10000 m | Sovjetunionen Aleksandr Jermilov Mykola Baranov Serhij Tjuchraj Uladzimir Ramanoŭski |     | Rumänien Petrica Dimofte Florian Marinescu Ionel Igorov Anghei Coman   |     | Ungern Kálmán Petrikovics Tamás Szekes László Rasztotzky Tibor Helyl     |     |

### Damer

#### Kajak
| Gren      | Guld                                                                      | Tid | Silver                                                                        | Tid | Brons                                                       | Tid |
| K-1 500 m | Birgit Fischer (GDR)                                                      |     | Agneta Andersson (SWE)                                                        |     | Éva Rakusz (HUN)                                            |     |
| K-2 500 m | Östtyskland Birgit Fischer Bettina Streussel                              |     | Ungern Katalin Povázsán Erika Géczi                                           |     | Sverige Karin Olsson Agneta Andersson                       |     |
| K-4 500 m | Östtyskland Birgit Fischer Bettina Streussel Roswitha Eberl Kathrin Giese |     | Sovjetunionen Inna Zjipulina Nelli Jefremova Jekaterina Golubeva Saba Komkova |     | Ungern Agnes Dragos Erika Géczi Katalin Povázsán Éva Rakusz |     |